# Horodelska unija
Horodelska unija ali Horodelski sporazum (poljsko Unia horodelska, litovsko Horodlės unija) je sklop treh aktov, podpisanih v vasi  Horodlo v vzhodni Poljski 2. oktobra 1413. 
Prvi akt sta podpisala poljski kralj Vladislav II. Jagelo  in litovski veliki knez Vitautas.  Drugega in tretjega so sestavili  poljska šlahta (plemstvo) oziroma litovski bojarji. S Horodelskim sporazumom so se spremenila določila prejšnje Krevske in Vilna-Radomske unije.  Litva je dobila večjo politično avtonomijo, saj so litovski plemiči po Vitautasovi smrti lahko izbrali drugega velikega kneza, namesto da bi naslov prenesli na Vladislava II. Jagela. ali njegovega dediča. Kulturno sta se Litva in Poljska zbližali. Litva je sprejela poljske ustanove kastelanov in vojvod. Katoliški litovski plemiči in duhovščina so dobili enake pravice kot so jih imeli poljski plemiči in duhovščina. Sedeminštirideset izbranih litovskih plemičev so posvojile poljske družine in jim podelile poljski grb. Unija je zato pomenila začetke polonizacije litovske kulture in vzpon litovskega plemstva in enega večjih korakov k modernizaciji in evropeizaciji Litve.

## Zgodovinsko ozadje
Poljska in Litva sta bili od leta 1385 s Krevsko unijo združeni v personalno unijo. V obeh državah je vladal Vladislav II. Jagelo. Po litovski državljanski vojni (1389–1392) in Ostrovskem sporazumu je vrhovno oblast v Litvi dobil litovski veliki knez Vitautas. Pravno podlago za poljsko-litovske odnose sta ponovno preučila Vilenska  in Radomska unija iz leta 1401, ki sta ponovno potrdili de facto neodvisnost Litve in de jure poljsko prevlado. Vitautas je bil naslovni veliki litovski knez  (magnus dux) in v Litvi užival veliko moč, vendar je bil tehnično podrejen Vladislavu II. Jagelu, vrhovnemu vojvodi (supremus dux) in poljskemu kralju. Unija je bila podpisana potem, ko je bila Vitautasova vojska močno poražena v bitki pri reki Vorskli in je oslabljena Litva iskala poljsko podporo. Kneževine Smolensk, Veliki Novgorod in Pskov so izkoristile litovski  poraz in se  uprle litovski oblasti in potegnile Vitautasa v vojno z Moskovsko veliko kneževino. V nekaj letih je bil na vzhodu ponovno vzpostavljen mir.
Leta 1409 je Tevtonskemu viteškemu redu drugič uprla Samogitija. Upor je prerasel v poljsko-litovsko-tevtonsko vojno. Skupne poljsko-litovske sile so premagale viteze v odločilni bitki pri Grunwaldu leta 1410, vendar vojna ni rešila vseh sporov in Poljska-Litva se je  do leta 1413 pripravljala na novo vojno z vitezi. Dogodki so spodbudil Poljsko in Litvo, da sta ponovno preučili svoje odnose.

## Določila
Pogodba je ponovno določila neločljiv značaj poljsko-litovske unije in skrbno uravnotežila poljske in litovske interese. Litovci so pridobili večjo avtonomijo, saj so dobili pravico po Vitautasovi smrti izvoliti novega velikega kneza. Prejšnji Vilenska in Radomska unija sta določali, da bo po Vitautasovi smrti Litva prešla na Vladislava II. Jagela ali njegovega dediča. Litovski plemiči so obljubili, da se bodo med izbiranjem Vitautasovega naslednika posvetovali s poljskimi plemiči. Obratno so poljski plemiči obljubili, da se bodo pred izvolitvijo novega poljskega kralja posvetovali z litovskimi. Sporazum je prvič omenil  Seimas (parlament) Velike litovske kneževine. Poljski in litovski plemiči so soglašali, da bodo velike zadeve reševali na generalni skupščini, ki se v resnici ni sklicala do leta 1564. Ne glede na to, je sporazum litovskemu plemstvu priznal večjo politično moč.
Litovski plemiči in duhovščina so dobili enake pravice kot poljsko plemstvo in duhovščina, vendar je to veljalo samo za katoličane. Iz sporazuma je bilo izključeno mnogo pravoslavnih rusinskih plemičev. 47 izbranih  litovskih plemičev je bilo sprejetih v poljske heraldične družine in dobilo poljske grbe. Ta simbolna gesta je bila izraz njihove želje po sprejemu zahodnih običajev in vključitvi v zahodno družbo. Enake pravice obeh narodov so spodbudile sodelovanje in sklepanje zakonskih zvez  med poljskimi in litovskimi plemiči. Vpliv poljske kulture se je še naprej povečeval in dosegel vrhunec z Lublinsko unijo leta 1569.
Druga pomembna novost je bila uvedba poljskih upravnih enot in položajev, kot sta bila kastelan in vojvoda, s strani Litve. Unija je ustanovila Trakajsko in Vilensko vojvodstvo, ki sta ju upravljala litovska plemiča. Slovanske kneževine in vojvodine v sedanji Belorusiji in Ukrajini so svoje stare politične, družbene in upravne značilnosti v veliki meri ohranile še eno stoletje.  Kijevsko vojvodstvo je bilo ustanovljeno leta 1471, med letoma 1504 in 1514 pa je bilo ustanovljenih še pet vojvodstev. Upravne spremembe so pomenile modernizacijo Velike litovske kneževine in zaton tradicionalne dinastične politike. Prejšnjim večjim regijam Litovske kneževine so vladali člani vladajoče dinastije, se pravi bratje, sestre, otroci, bratranci in drugi sorodniki velikega kneza. Te kneževine so ostale napol neodvisne in njihovi vladarji so lahko postali močni tekmeci velikega kneza za litovski prestol. Nova vojvodstva so upravljali zaupanja vredni plemiči, nepovezani s kraljevo družino, ki jih je bilo mogoče zlahka zamenjati. Plemstvo je kmalu zamenjalo člane vladajoče dinastije in postalo gonilna sila litovske politike.